# Clavatula martensi
Clavatula martensi is een slakkensoort uit de familie van de Clavatulidae. De wetenschappelijke naam van de soort is voor het eerst geldig gepubliceerd in 1883 door Von Maltzan.